# Lomekwi
Lomekwi ist die Bezeichnung für eine Gruppe von paläoanthropologischen und archäologischen Fundstätten am Westufer des Turkana-Sees in Kenia. Für den in der Fachliteratur als „Lomekwi Member“ bezeichneten lithostratigraphischen Grabungshorizont dieser Fundstätten wurde 1988 ein Alter von 3,36 bis 2,52 ± 0,05 Millionen Jahre ausgewiesen. An einer dieser Fundstätten wurden 1999 die fossilen Überreste eines Schädels geborgen, der 2001 als Holotypus einer neuen Gattung der Hominini, Kenyanthropus, ausgewiesen wurde; das Alter dieser Fossilien betrug mindestens 3,3 Millionen Jahre.
Zehn Jahre später wurden an einer benachbarten Fundstätte gleich alte Steinwerkzeuge geborgen, die als Beleg für eine eigenständige archäologische Kultur interpretiert wurden, vorschlagsweise Lomekwian genannt.

## Vorüberlegungen
Die Entdeckung der 3,3 Millionen Jahre alten, Australopithecus-ähnlichen Fossilien von Kenyanthropus gab Anlass zu der Überlegung, ob bereits zu Lebzeiten dieser Individuen Steinwerkzeuge genutzt wurden. Als die ältesten, sicher belegten Steinwerkzeuge galten um das Jahr 2000 so genannte Geröllgeräte vom Oldowan-Typ aus Gona in Äthiopien, die 1997 auf ein Alter von rund 2,6 Millionen Jahren datiert worden waren. Diese Werkzeuge sind jedoch bereits durch gezieltes Abschlagen von Teilen des Ausgangssteins gleichsam geschärft oder angespitzt, so dass von Paläoanthropologen seit langem unterstellt wurde, dass die ersten Steingeräte einfacher und älter sein müssten als diejenigen vom Oldowan-Typ.
Hinzu kam, dass im Jahr 2010 ein internationales Forscherteam die Entdeckung von 3,3 Millionen Jahre alten Kratz- und Schnittspuren auf fossilen Tierknochen von der Fundstelle Dikika in Äthiopien publiziert hatte, die deren Interpretation zufolge unter anderem belegen, dass bereits Australopithecus afarensis Fleisch von Rippen- und Beinknochen kratzte.
Aufgrund solcher Überlegungen und Entdeckungen wurde im Rahmen des West Turkana Archaeological Project ab 2011 gezielt nach Steinwerkzeugen gesucht. Als besonders erfolgversprechend zur Prüfung dieser Hypothese galt die Fundstelle Lomekwi 3 (LOM3), an der in leicht abschüssiger Hanglage Material des „Lomekwi Members“ durch Bodenerosion zutage tritt; aus jenem Grabungshorizont, in dem der Unterkiefer KNM-WT 38350 gelegen hatte, der der Erstbeschreibung von Kenyanthropus als Paratypus beigegeben worden war.

## Werkzeugfunde
Bereits 2011 wurden an der Fundstelle LOM3 28 Artefakte aufgesammelt (Oberflächenfunde), ein weiteres Artefakt wurde in situ entdeckt. 2012 wurden auf einer Grabungsfläche von 13 Quadratmetern weitere 18 Steinwerkzeuge freigelegt, ferner wurden rund 100 Artefakte in der unmittelbaren Umgebung der Grabungsstelle aufgesammelt, die mutmaßlich durch Bodenerosion an die Oberfläche gelangt waren. Die fachliche Beurteilung der Funde ergab, dass sie sowohl von den bei frei lebenden Schimpansen nachgewiesenen Steinwerkzeugen abweichen (→Werkzeuggebrauch bei Schimpansen) als auch von den Steingeräten der frühesten Oldowan-Kultur.
Im Vergleich mit der Oldowan-Kultur wurden die LOM3-Funde als eindeutig weniger entwickelt („clearly less developed“) beschrieben. Dem Anschein nach wurden Abschläge weniger gezielt herbeigeführt als in der Oldowan-Kultur – statt zwei Steine in den Händen zu halten und gegeneinander zu schlagen, habe man die LOM3-Funde vermutlich hergestellt, indem ein Stein gegen einen liegenden Amboss gehauen wurde. Auch seien alle LOM3-Funde massiger als jene der Oldowan-Kultur.
Ursache dieser Unterschiede seien unterschiedliche kognitive Fähigkeiten der Produzenten dieser Werkzeuge gewesen, die sich in unterschiedlichem handwerklichem Geschick widerspiegelten. Weiter wurde in der 2015 publizierten Beschreibung der LOM3-Funde argumentiert, eine Einordnung dieser Funde als Oldowan-Typ würde diese unterschiedlichen kognitiven Fähigkeiten unkenntlich machen. Daher wurde für die LOM3-Funde die neue Bezeichnung „Lomekwian“ vorgeschlagen.

## Hominine Zahnfunde
Welche Art der Hominini diese LOM3-Artefakte herstellte, ist ungeklärt; als gesichert gilt bislang nur, dass es keine Art der Gattung Homo gewesen sein kann, da deren frühester fossiler Nachweis – das Fossil LD 350-1 – rund eine halbe Million Jahre jünger ist. 2020 wurde der Fund von 67 zumeist einzeln aufgesammelten, homininen Zähnen berichtet, deren Größe mit jener von Australopithecus afarensis and Australopithecus deyiremeda vergleichbar ist. Einige Merkmale dieser zwischen 1982 und 2009 geborgenen, 3,5 bis 3,2 Millionen Jahre alten Zähne weichen jedoch von den Merkmalen beider Arten so weit ab, dass eine Zuordnung zu einer bestimmten Art nicht möglich war. Auch ein Vergleich mit Kenyanthropus platyops ergab keine Hinweise auf eine Nähe zu dieser Art, da die Zähne seines Typusexemplars zu stark beschädigt sind und mit den 67 Zähnen zu wenig Knochenmaterial überliefert wurde.

## Belege
1. ↑  John H. Harris, Frank H. Brown und Meave G. Leaky: Stratigraphy and Paleontology of Pliocene and Pleistocene Localities West of Lake Turkana, Kenya. Natural History Museum of Los Angeles County, Los Angeles, California, 1988, S. 14–15 (= Contributions in Science. Nr. 399 vom 28. Oktober 1988), Volltext (PDF) (Memento vom 22. März 2016 im Internet Archive).
2. 1 2 3  Sonia Harmand et al.: 3.3-million-year-old stone tools from Lomekwi 3, West Turkana, Kenya. In: Nature. Band 521, Nr. 7552, 2015, S. 310–315, doi:10.1038/nature14464.
3. ↑  Ewen Callaway: Oldest stone tools raise questions about their creators. In: Nature. Band 520, 2015, S. 421, doi:10.1038/520421a.
4. ↑  Sileshi Semaw et al.: 2,5-million-year-old stone tools from Gona, Ethiopia. In: Nature. Band 385, 1997, S. 333–336, doi:10.1038/385333a0.
5. ↑  Sileshi Semaw et al.: 2.6-Million-year-old stone tools and associated bones from OGS-6 and OGS-7, Gona, Afar, Ethiopia. In: Journal of Human Evolution. Band 45, 2003, S. 169–177, doi:10.1016/S0047-2484(03)00093-9, Volltext (PDF) mit Abbildungen der Geröllgeräte.
6. ↑  Erella Hovers: Tools go back in time. In: Nature. Band 521, Nr. 7552, 2015, S. 294–295, doi:10.1038/521294a.
7. ↑  Shannon P. McPherron et al.: Evidence for stone-tool-assisted consumption of animal tissues before 3.39 million years ago at Dikika. In: Nature. Band 466, 2010, S. 857–860, doi:10.1038/nature09248.
8. ↑  Website des West Turkana Archaeological Project.
9. ↑  Susana Carvalho et al.: Tool-composite reuse in wild chimpanzees (Pan troglodytes): archaeologically invisible steps in the technological evolution of early hominins? In: Animal Cognition. Band 12 (Suppl. 1), 2009, S. 103–114, doi:10.1007/s10071-009-0271-7.
10. ↑  World’s oldest stone tools discovered in Kenya. Auf: sciencemag.org vom 14. April 2015.
11. ↑  Matthew M. Skinner, Meave G. Leakey, Louise N. Leakey et al.: Hominin dental remains from the Pliocene localities at Lomekwi, Kenya (1982–2009). In: Journal of Human Evolution. Band 145, 2020, 102820, doi:10.1016/j.jhevol.2020.102820.